# Mathematica
A Mathematica széles körben használt matematikai programcsomag, megálmodója Stephen Wolfram, terjesztője az általa alapított Wolfram Research cég. A Mathematica hatékony, szakterület-specifikus programozási nyelv is egyben, amely a kifejezés-átírásra (term-rewriting) alapozva számos programozási paradigma emulálására alkalmas.

## Áttekintés
Wolfram 1986-ban kezdett dolgozni a programon, és 1988-ban bocsátotta ki az első változatot. A Mathematica programozási nyelv a kifejezés-átíráson alapul, de a funkcionális programozás, a listakezelés, a mintaillesztés és a procedurális programozás egyaránt megvalósítható benne, bár általában a funkcionális program a leghatékonyabb.
A Mathematica rendszer három fő részből áll:
- A C nyelven írt mag (kernel) végzi a tényleges számításokat, az utasítások értelmezését.
- Az eredményeket a felhasználói felület közli. A mag és a felhasználói felület (vagy bármely más kliens, például a felhasználó által írt programok) közötti kommunikáció a MathLink protokollt használja, gyakran akár hálózaton keresztül is. Több felhasználói felület kapcsolódhat egyetlen maghoz, és egy felhasználói felület kapcsolódhat több maghoz.
- A harmadik fő részt a csomagok (tulajdonképpen programkönyvtárak) alkotják; ezek a Mathematica nyelvén írt kiegészítő programok, amelyek közül néhányhoz a licenc megvásárlásával juthatunk, számos továbbit pedig találhatunk ingyenesen a hálózaton, illetve megvásárolhatunk más cégektől.

Eltérően más matematikai programcsomagoktól, amilyen például a Maxima vagy a Maple, a Mathematica a tárolt szabályokat mindaddig alkalmazni próbálja az adott kifejezés átalakítására, amíg ez lehetséges, tehát egy fix pontot keres. Más szóval a Mathematica egy végtelen kiértékelő rendszer.

## Példák
Az alábbi Mathematica utasítássorozat annak a 6×6-os mátrixnak a determinánsát számolja ki, amelynek az i, j-edik eleme i×j-vel egyenlő:
```
In
[
1
]:=
 
Det
[
Array
[
Times
,
 
{
6
,
 
6
}]]

Out
[
1
]=
 
0

```

Tehát egy ilyen mátrix determinánsa 0.
Az alábbiakban numerikusan kiszámoljuk az ex = x2 + 2 egyenlet gyökét az x = −1 pontból kiindulva.
```
In
[
2
]:=
 
FindRoot
[
Exp
[
x
]
 
==
 
x
^
2
 
+
 
2
,
 
{
x
,
 
-
1
}]

Out
[
2
]=
 
{
x
 
->
 
1.31907
}

```

### Több programozási paradigma
A Mathematicában több programozási paradigma is használható egy feladat megoldására. Tekintsük a következő egyszerű példát: táblázatot akarunk készíteni az 1 és 5 közötti számokból álló párok legnagyobb közös osztójából. A beépített GCD[] függvény visszaadja két egész szám legnagyobb közös osztóját. 
A GCD[] függvényt az Array[] függvénnyel használva jutunk a legtömörebb megoldáshoz:
```
In
[
3
]:=
 
Array
[
GCD
,
 
{
5
,
 
5
}]

Out
[
3
]=
 
{{
1
,
 
1
,
 
1
,
 
1
,
 
1
},
 
{
1
,
 
2
,
 
1
,
 
2
,
 
1
},
 
{
1
,
 
1
,
 
3
,
 
1
,
 
1
},
 
{
1
,
 
2
,
 
1
,
 
4
,
 
1
},
 
{
1
,
 
1
,
 
1
,
 
1
,
 
5
}}

```

Legalább három további megoldást is adhatunk:
```
In
[
4
]:=
 
Table
[
GCD
[
x
,
 
y
],
 
{
x
,
 
1
,
 
5
},
 
{
y
,
 
1
,
 
5
}]

Out
[
4
]=
 
{{
1
,
 
1
,
 
1
,
 
1
,
 
1
},
 
{
1
,
 
2
,
 
1
,
 
2
,
 
1
},
 
{
1
,
 
1
,
 
3
,
 
1
,
 
1
},
 
{
1
,
 
2
,
 
1
,
 
4
,
 
1
},
 
{
1
,
 
1
,
 
1
,
 
1
,
 
5
}}

```

Egy APL-stílusú megközelítés:
```
In
[
5
]:=
 
Outer
[
GCD
,
 
Range
[
5
],
 
Range
[
5
]]

Out
[
5
]=
 
{{
1
,
 
1
,
 
1
,
 
1
,
 
1
},
 
{
1
,
 
2
,
 
1
,
 
2
,
 
1
},
 
{
1
,
 
1
,
 
3
,
 
1
,
 
1
},
 
{
1
,
 
2
,
 
1
,
 
4
,
 
1
},
 
{
1
,
 
1
,
 
1
,
 
1
,
 
5
}}

```

Az Outer[] függvény a tenzorszorzat általánosítása, Range[] pedig a ióta operátor megfelelője.
Egy procedurális megközelítés:
```
In
[
6
]:=
 
l1
 
=
 
{};
 
(
*
 
Inicializálás
.
 
Kezdetben
 
l1
 
ü
res
 
lista
.
 
*
)

  
Do
[
l2
 
=
 
{};

     
Do
[
l2
 
=
 
Append
[
l2
,
 
GCD
[
i
,
 
j
]],
 
{
j
,
 
1
,
 
5
}];

     
l1
 
=
 
Append
[
l1
,
 
l2
],
 
(
*
 
l1
-
hez
 
csatoljuk
 
a
 
már
 
felépített
 
l2
 
részlistát
 
*
)

     
{
i
,
 
1
,
 
5
}

  
]

In
[
7
]:=
 
l1

Out
[
7
]=
 
{{
1
,
 
1
,
 
1
,
 
1
,
 
1
},
 
{
1
,
 
2
,
 
1
,
 
2
,
 
1
},
 
{
1
,
 
1
,
 
3
,
 
1
,
 
1
},
 
{
1
,
 
2
,
 
1
,
 
4
,
 
1
},
 
{
1
,
 
1
,
 
1
,
 
1
,
 
5
}}

```

Ez a megoldás lényegesen hosszabb, mint az előzők.

### A kifejezések közös reprezentációja
A Mathematica egyik vezérelve, hogy a benne reprezentálható objektumok szinte kivétel nélkül azonos szerkezetűek.
Például a x4+1 kifejezés lényegében úgy jelenik meg, ahogyan szokásosan írjuk:
```
In
[
8
]:=
 
x
^
4
 
+
 
1

Out
[
8
]=
 
1
+
x
<
sup
>
4
</
sup
>

```

Ha azonban alkalmazzuk a FullForm parancsot:
```
In
[
9
]:=
 
FullForm
[
x
^
4
 
+
 
1
]

Out
[
9
]=
 
Plus
[
1
,
 
Power
[
x
,
 
4
]]

```

világosabban látszik a belső reprezentáció alakja.
A Mathematicában minden objektum kifejezésnek vagy egy (általában többszörösen összetett) függvény helyettesítési értékének tekinthető, ezért alakja ilyen: fej[e1, e2, …], ahol az argumentumok további kifejezések
(és ami lehetséges, hogy másképp jelenik meg, vagy másképpen lehet bevinni). Például a fenti kifejezés feje Plus, az olyan szimbólumok pedig, mint x, tulajdonképpen Symbol["x"] alakúak. A listák szerkezete is ilyen; itt a fej List.
Ez az elv az alapja annak, hogy listáktól teljesen különböző szabályos kifejezéseken is elvégezhessük a listaműveleteket.
```
In
[
10
]:=
 
Expand
[(
Cos
[
x
]
 
+
 
2
 
Log
[
x
^
11
])
/
13
][[
2
,
 
1
]]

Out
[
10
]=
 
2
/
13

```

A megfordításra is gyakran szükségünk lehet – a listák ugyanúgy módosíthatók, mint a szabályos kifejezések:
```
In
[
11
]:=
 
Map
[
Reverse
,
 
f
[{
2
,
 
x
},
 
{
3
,
 
x
},
 
{
4
,
 
x
}]

Out
[
11
]=
 
f
[{
x
,
2
},{
x
,
3
},{
x
,
4
}].

```

## Felhasználói felületek
Az alapértelmezésként használt Mathematica felhasználói felületnek számos grafikai képessége van – beleértve a képletek szép megjelenítését (prettyprinting) –, és a felhasználóval egy jegyzetfüzeten keresztül kommunikál. A mag által küldött eredményeket (beleértve a grafikaiakat és a hangzókat is) hierarchikusan szervezett cellákba teszi (hasonlóan ahhoz, ahogyan például a Maple is teszi). A jegyzetfüzet formázható, szakaszokra osztható. A program 3.0 változatától kezdve a jegyzetfüzetek is kifejezésekként vannak reprezentálva, a mag ezeket is manipulálhatja.
Mivel a felhasználói felület szövegszerkesztési képességei fontosak, ezért ma már elérhető ingyenesen a MathReader program, amelyikkel a Mathematica jegyzetfüzetek – amelyek tulajdonképpen szöveges állományok – olvashatók.
Létezik néhány további felhasználói felület is, mint például a JMath vagy a MASH, de a Mathematica felhasználói felület a legnépszerűbb.

## Kapcsolat más alkalmazásokkal
A MathLink protokoll nemcsak a Mathematica mag és a felhasználói felület közötti, hanem a mag és tetszőleges más alkalmazások közötti kommunikációhoz is használható. A Wolfram Research cég ingyenesen terjeszt egy olyan fejlesztői programot, amely arra szolgál, hogy C programozási nyelven írt programokat összekapcsoljon a Mathematica magjával a MathLink-en keresztül, valamint a J/Link-et, amely hasonló, egyszerűen használható csatoló program a Java programozási nyelvhez. Ha a J/Link-et használjuk, akkor megkérhetjük a Mathematica magját, hogy az végezze a számolásokat, továbbá egy Mathematica program betölthet tetszőleges Java osztályt, manipulálhat Java objektumokat, és meghívhat módszereket (metódusokat), ily módon Mathematicából Java grafikus felhasználói felületeket építhetünk.

## Mathematica a világhálón
A Wolfram Research cég egy webMathematica nevű programot is gyárt, ami lehetővé teszi egyszerű webes interfészek fejlesztését a Mathematicához.
A Sloane-enciklopédia a Mathematica és a Maple rendszert használja a leggyakrabban a matematikai programcsomagok közül sorozatok kiszámítására; mindkét nyelv saját adatbázissal rendelkezik az Sloane Enciklopédiában.
A Google a:" filetype:nb *.* "keresőkifejezésre (nb:Mathematica notebook) kb. 32000 találatot ad, ezek közül választva, (a szoftver birtokában) és futtatva lehet gyakorlatot szerezni a Mathematica használatában.
A Wolfram Player segítségével tanulmányozhatjuk mások Mathematica szoftverrel készült munkáit.